# Höjeådalen
Höjeådalen är ett frilufts- och naturområde på gränsen mellan Lunds och Staffanstorps kommuner  längs Höje å som syns på kartan nedan. Dalgången är mestadels flack men ändå starkt markerad med starkt varierande landskapselement som parkanläggningar, dammar, åker-, busk-, betes- och våtmarker. Den stora variationen är huvudanledningen till en rik flora och fauna. Då dammarna i den västra delen av området används för efterpolering av avloppsvattnet från reningsverket, är de nästan helt isfria året om, vilket innebär att många fåglar tillbringar vintern där.
Höjeådalen har stor betydelse för det tätortsnära friluftslivet, däröver stora landskapsestetiska, kulturhistoriska, geologiska och biologiska värden .

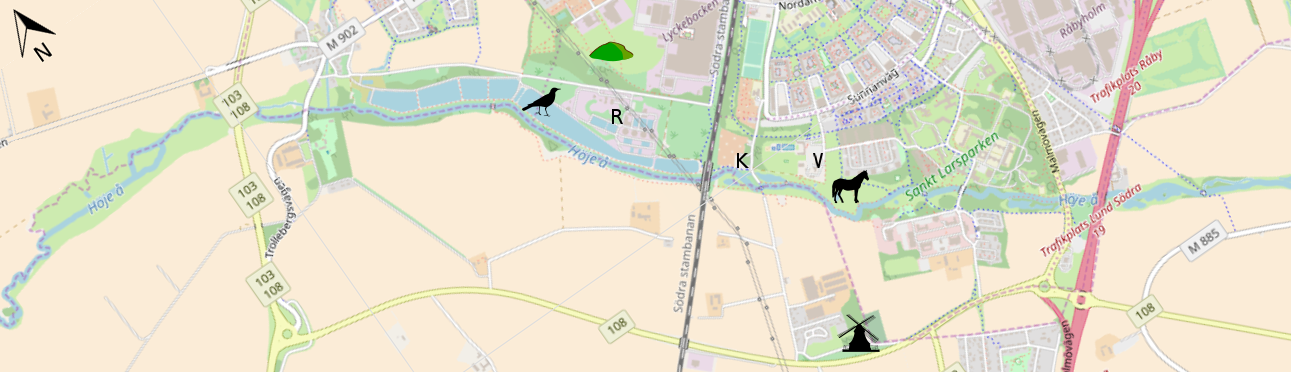
Höjeådalen med Lunds reningsverk (R), dess efterpoleringsdammar, Lyckebacken (gröna kullen), Lunds vattenverk (V) och platsen för det gamla byn Källby (K).

## Beskrivning
Höjeådalens östra del är relativt svårtillgänglig på grund av motorvägen E22 som utgör ett oöverstigligt hinder för den direkta förbindelsen mellan dalens delar. Närmaste övergången över motorvägen ligger cirka 500 meter norrut.

### S:t Larsparken
Nästan omedelbart väster om motorvägen ligger S:t Larsparken som en gång hyste Sveriges största mentalsjukhus. Nu är delen norr om Höje å huvudsakligen ett skolområde och delen söder om ån en företagspark. S:t Larsparken anlades mestadels i engelsk stil 1877. Centrala allén och parkens stränga symmetri mot allén räknas dock till tyska stilen. Många exotiska träd som har planterats under åren är kvar och är en av parkens attraktioner. Mentalsjukhusets första byggfas, det vill säga delen norr om ån, är uppförd i nyrenässansstil, medan den andra byggfasen, södra delen, är uppförd i en stil som kan betecknas som medeltidsromantik .

### Hästhagarna
Västerut från S:t Larsparken ligger flera hästhagar. Hästarna håller betesmarken öppen med bara några få buskar och träd. Höjeån flödar genom hagarna och försörjer tre mindre dammar på området med vatten, antingen direkt eller genom regelbundna översvämningar. Stora delar av hästhagarna ligger bara 1 till 2 meter över Höje ås normalnivå, varför en måttlig höjning av åns nivå kan orsaka stora översvämningar. Under vinterhalvåret när vattennivån är som högst  så bildar hästhagarna ofta stora sjöar.

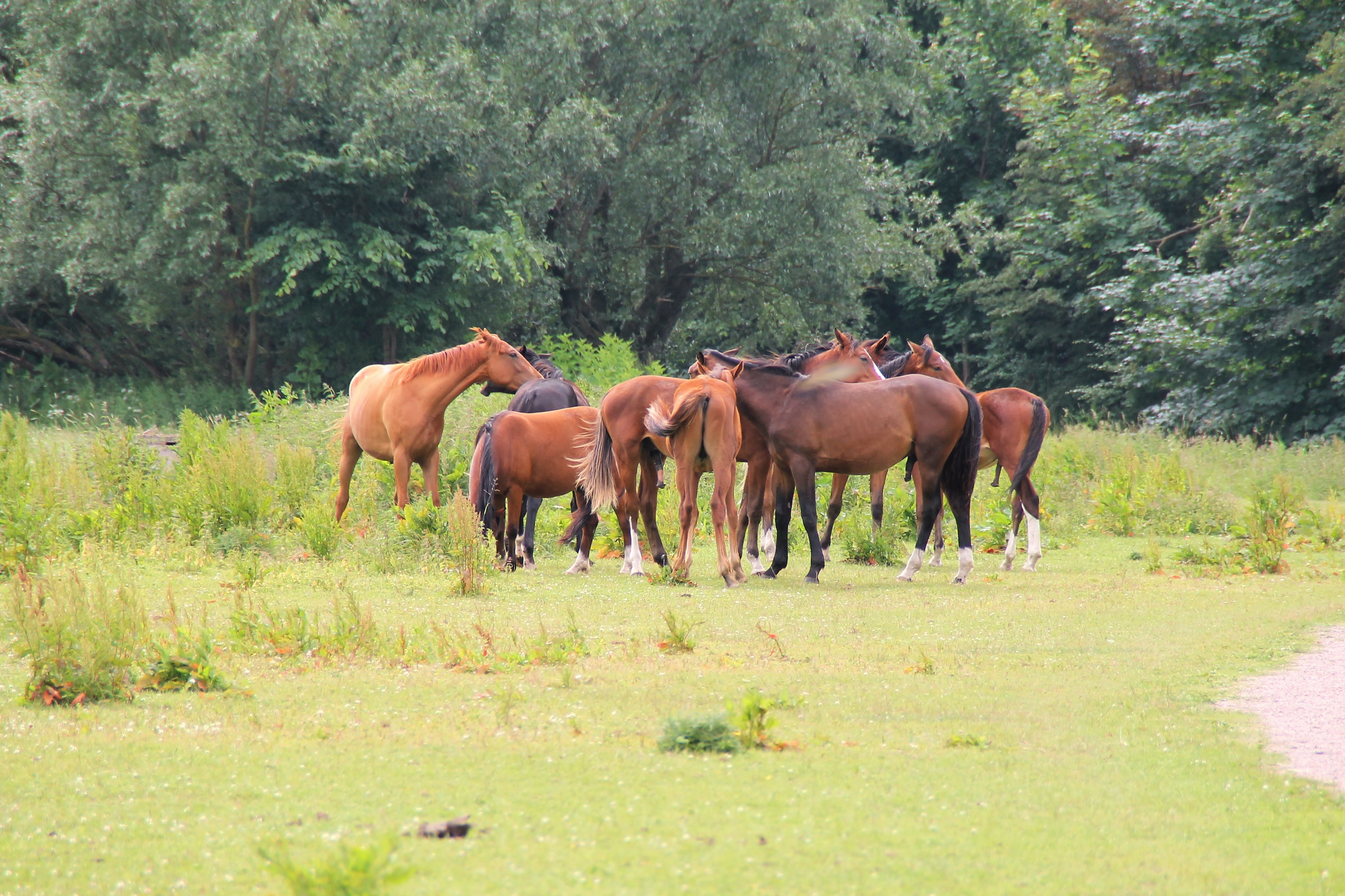
Hästhage i Höjeådalen på sommaren med en flock unghästar. Det finns inget staket mellan hästar och flanörer. Det går bra, så länge man är beredd att skiljas frivilligt från allt ätbart som man har med sig.

### Lunds vattenverk
På norra sidan av den största av hästhagarna ligger Lunds vattenverk, som invigdes 1907. Maskinhuset, Filterhuset och Brunnshuset är rödmarkerade som kulturhistoriskt värdefulla byggnader. Maskinhuset är uppfört i medeltidsinfluerad industriarkitektur med fasader i rött maskinslaget tegel . Brunnar i Höjeådalen används inte längre. Vattnet för Lunds invånare kommer nuförtiden från Bolmen .

### Källby
Där Flackarps byväg träffar på hästhagarna och leder över Höjeån låg en gång en liten by med en till tre gårdar, Källby. Till byns största gård hörde en vattenkvarn. Man kan fortfarande se kanalen till vattenhjulet, strax väster om Flackarps byväg. Kvarnen tycks stundtals ha legat ensam och "Källbymölla" fick ofta beteckna hela byn. Av Källbys bebyggelse återstår idag endast en liten 1800-talslänga, förmodligen i korsvirke, belägen vid grusvägen som är en förlängning av Västanväg ner mot Höjeån. Vägen var en gång byns huvudväg.

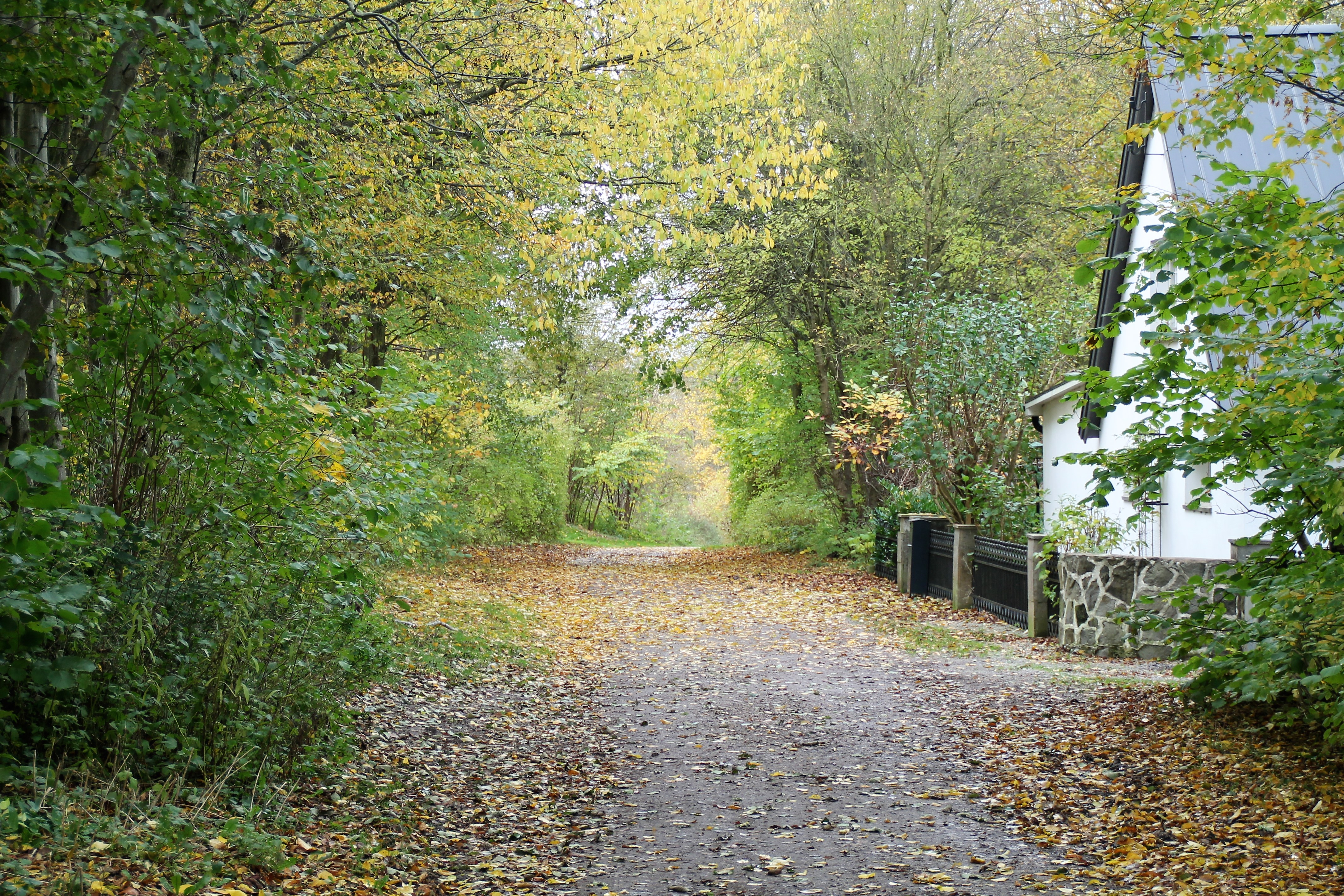
Grusvägen ner mot Höje å, som en gång var huvudvägen genom det försvunna Källby. Huset på högra sidan är det enda som har överlevt Källbys förstörelse. Det låg ursprungligen i hörnet mellan vägarna mot Lund och Värpinge, tills vägen mot Värpinge flyttades närmare Höjeån.

### Flackarp
Följer man Flackarps byväg norrut, så träffar man på en annan liten by, Flackarp, som nuförtiden tillhör Staffanstorps kommun. Flackarps huvudattraktion är en väderkvarn, Flackarps mölla, som tillhör typen holländare. Den uppfördes 1868 och var i drift fram till 1950. Möllan har "öppet hus" några gånger om året, bland annat under "Möllornas Dag" den första söndagen i juli månad.

### Lunds reningsverk
I dalens västra del ligger Källby reningsverk, med sina stora efterpoleringsdammar. Reningsverksdammarna och omgivningen är ett välkänt ställe för fågelskådning  . Markerna kring reningsverket är också rika på fornlämningar från stenåldern till medeltiden. Ett synligt sånt är "Lyckebacke" (se på kartan) en förmodad gravhög från bronsåldern.

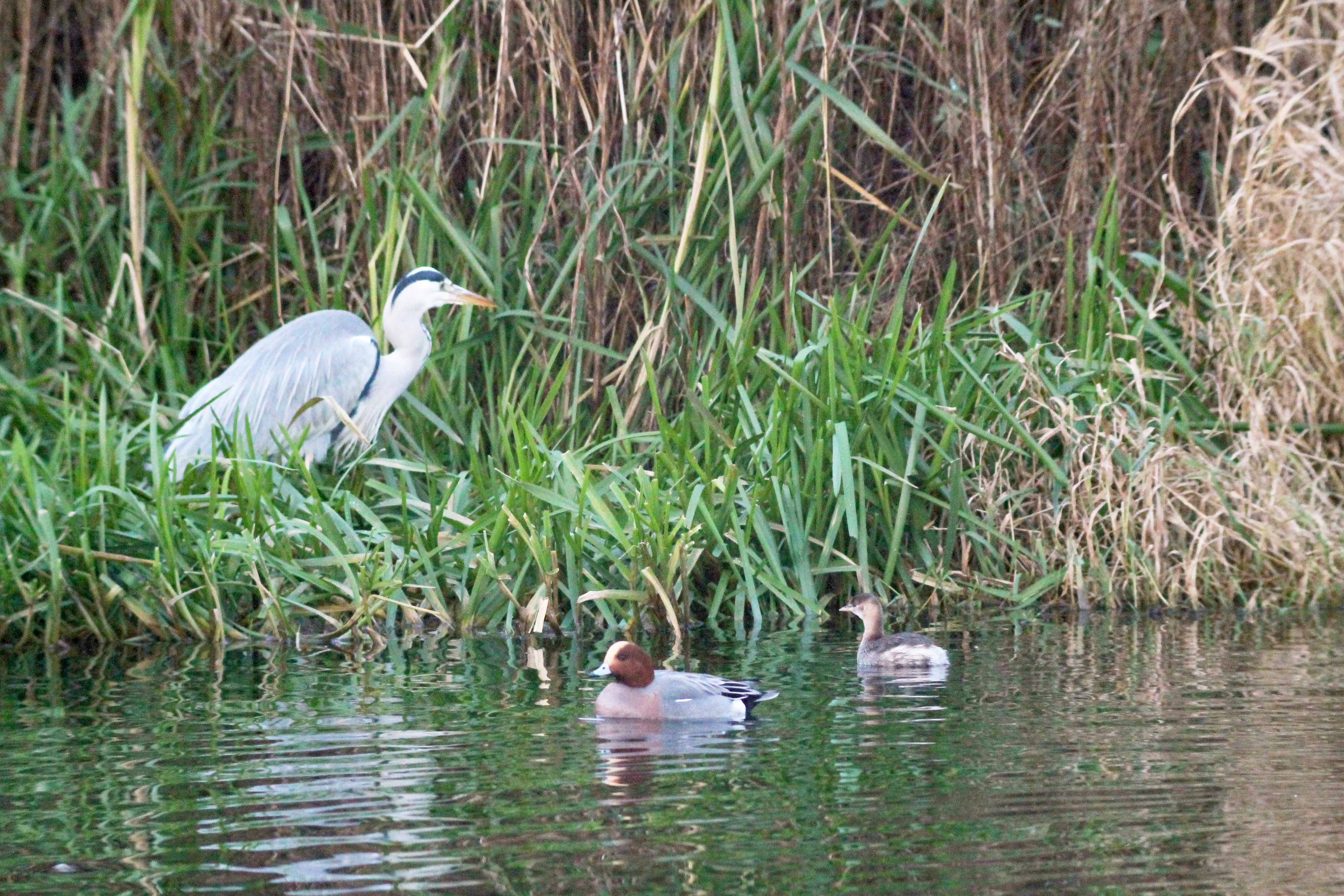
Fågelliv vid efterpoleringsdammarna, vid Lunds reningsverk: gråhäger, bläsand och smådopping (från vänster till höger).

## Djur och växtlivet
Djur- och växtlivet är rikt tack vare många dammar av olika storlek, två vattendrag (Höje å och Rinnebäcken), våtmark, betesmark, impediment, täta buskage och gamla träd, de sistnämnda framförallt i S:t Larsparken.

### Sällsynta och hotade växter
Två sällsynta och hotade växtarter finns till exempel på den leriga västra stranden av den stora dammen i hästhagarna : dikesveronika (Veronica catenata) och sumpskräppa (Rumex palustris). I kanterna av Höje å precis söder om dammen växer dikesveronikans närmaste släkting, nämligen den betydligt vanligare vattenveronikan (Veronica anagallis-aquatica), som ofta förväxlas med dikesveronikan även av tränade botaniker. Sålunda ett utmärkt ställe för att lära sig att särskilja dessa båda arter. Förutom de nämnda finns intill ån de mindre vanliga strandgyllen (Barbarea stricta) och vattenfräne (Rorippa aquatica), båda gulblommiga och ståtliga. 
Mellan Malmövägen och E22, strax norr om Höje å, finns en liten åker som är en av Sveriges allra sista förekomster av spjutsporre (Klickxia elatine). Arten är rödlistad som akut utrotningshotad och har på denna lokal en av sina två sista rika förekomster på det svenska fastlandet. Spjutsporren fanns fram till 1960-talet på åtskilliga lokaler i sydvästra Skåne, men har nu på grund av det intensiva jordbruket nästan utrotats. Förutom spjutsporre växer på samma åker även andra hotade gamla åkerogräs, såsom småsporre (Euphorbia exigua), rödmire (Lysimachia arvensis) och nattglim (Silene noctiflora).
Omedelbart nordost om järnvägsbron över Höje å finns en rik förekomst av klintsnyltrot (Orobanche elatior). Klintsnyltroten är en helparasitisk blomväxt, som snyltar på bland annat väddklint (Centaurea scabiosa). Arten är starkt hotad i Sverige. Till banvallen i Höjeådalen fördes den av dåvarande Lundaprofessorn i växtsystematik Heribert Nilsson, som sådde ut den 1941 med frömaterial från Lunds botaniska trädgård . Förekomsten är därmed inte naturlig.

## Områdets historia

### Sten-, brons- och järnåldern
Det finns belägg för bebyggelse under mycket lång tid, från mellanneolitikum över vikingatid till nutid. Detta är föga förvånande, då den dominerande moränleran är en god jordmån. Nordost om Källby reningsverk finns en hög, så kallade Lyckebacken, som är en förmodad gravhög från bronsåldern . Tidigare har ytterligare en hög funnits intill. Bara ett dussintal meter österut har man hittat en del av ett gravfält från yngre romersk järnålder och en järnåldersboplats . Norrut från reningsverket indikerar förhöjda fosfathalter i marken gamla boplatser, förmodligen från stenåldern, vilka ännu inte har undersökts .

### Källby ‒ medeltid till nutid
Källby var under järnåldern en kringvandrande by som fick sin definitiva placering under 1000-talet. Någon entydig förklaring till namnet finns inte. Med källa har det inte att göra, snarare är det ordet "köl" i betydelsen smal höjdrygg eller jordstycke som ingår. I skrifterna nämns Kielby första gången 1314 då kung Erik Menved förbjuder inbyggarna i Skåne att använda vägen till Malmö som löper från Lund, genom Källby vång och över Källby vad. Byns marker omfattade den västra delen av Klostergården, samt större delen av Åkerlund & Rausings industriområde på andra sidan av södra stambanan . Tvärs över byns marker skar den 1856 färdigställda järnvägen. Markvägen mot Värpinge mötte vägen mot Lund en bit utanför byn. Längs vägen mot Värpinge låg ett antal gårdar, och på en mindre sträcka fanns en parallellväg med ytterligare ett par gårdar. 

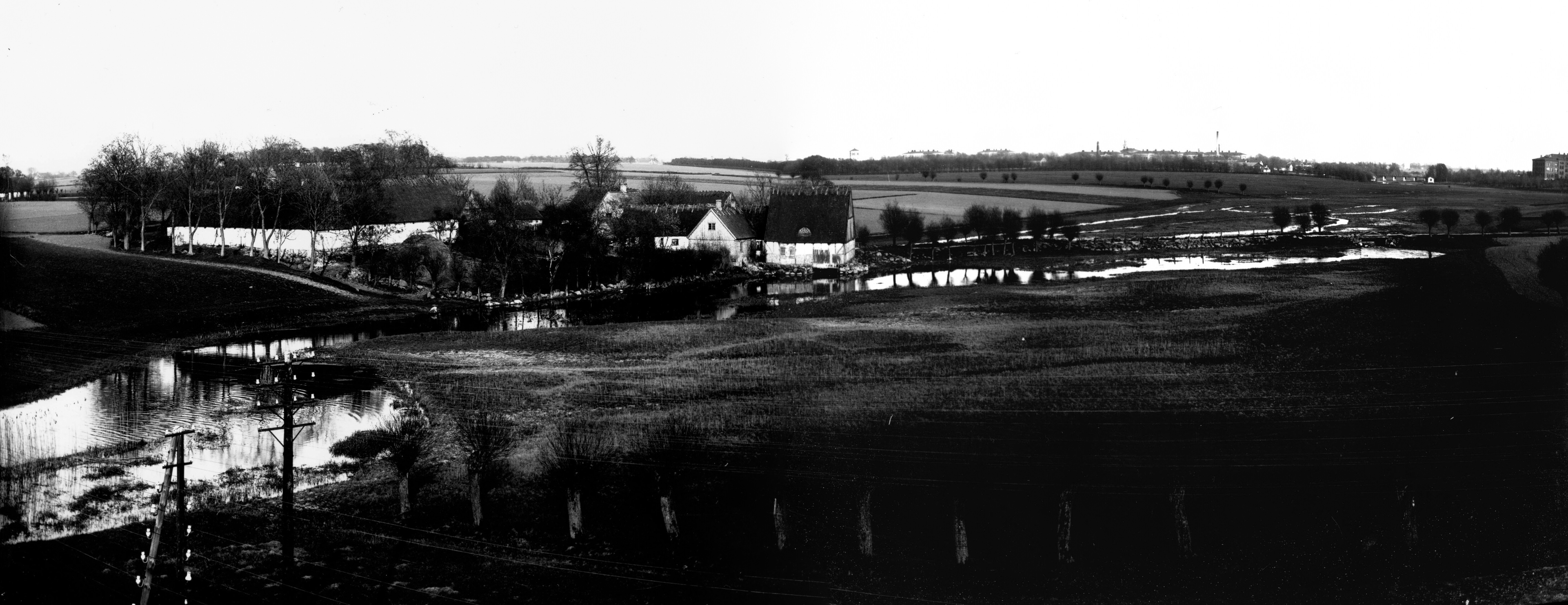
Källby Mölla med granngårdarna år 1897. Bilden togs från järnvägsbron, som hade trottoar på den tiden. Det finns mycket detaljer i bilden. Det lönar sig att titta på den med stor förstoring. Till exempel kan man i bakgrunden se taken av nästan alla byggnader i S:t Larsparken. Träden i parken var fortfarande små.

För anläggande av avloppsreningsverket köpte Lunds kommun upp Källbys mark och rev befintlig bebyggelse. Sista gården försvann på 1960-talet.

### Lunds hospital
En av riksdagen tillsatt kommitté föreslog 1850 att hospitalet (mentalsjukhus på 1800-talet) i Malmö skulle flyttas till Lund . Det föreslogs att det nya hospitalet skulle förläggas till marker vid Höje å. Avgörande vid platsvalet var närheten till lasarettet i Lund och inte minst att man redan ägde marken. Det avskilda läget och närheten till Höje å var säkert också bidragande orsaker. Lunds hospital invigdes 1879. I stadgarna slogs det fast att hospitalet endast fick ta emot botbara nyinsjuknade. Obotliga som var farliga för samhället skulle placeras på särskilda asyler. Att hospitalet skulle kompletteras med en asyl förutsattes från början, och medicinalstyrelsen övertog 1886 nyttjanderätten till en del av Hunnerupsmarken på södra sidan av Höje å för det här syftet. 1891 kunde den nya anläggningen tas i bruk. Vid 50-årsjubileet 1929 hade mentalsjukhuset med 1306 intagna blivit det största i landet. 

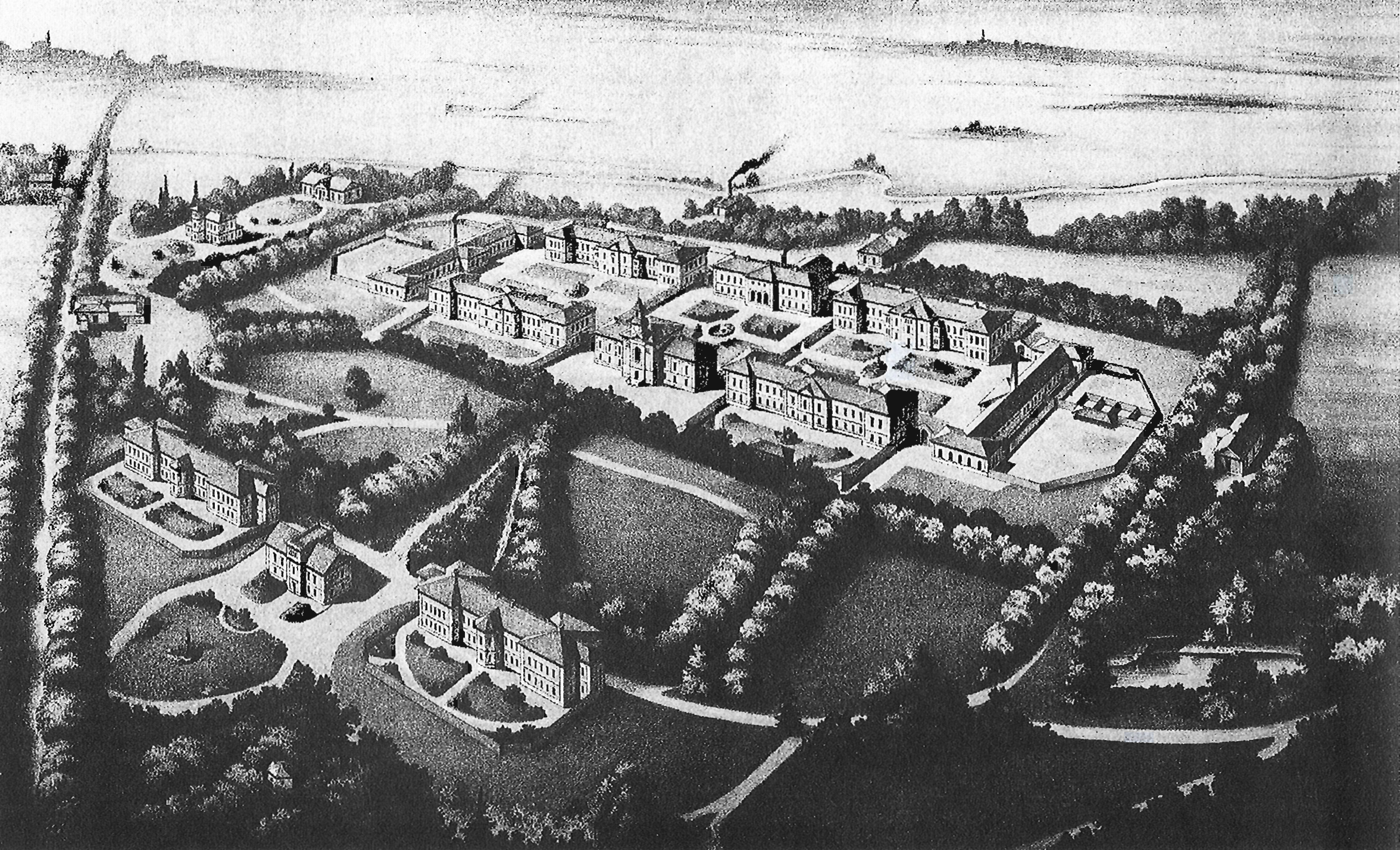
Fågelperspektiv av Lunds hospital år 1884.

På 1960-talet började upplösningen av de stora centrala mentalsjukhusen till förmån för mindre anläggningar. 2013 lämnade den sista psykiatriska kliniken S:t Larsområdet .

### Reningsverk
1915 började en utredning om vad man skulle göra med kloakvattnet från Lunds då cirka 25 000 invånare. Utsläpp av mer eller mindre obehandlat avloppsvatten i Höje å har mer än en gång lett till fiskdöd . Lunds hospital var speciellt utsatt. På östra sidan av hospitalsområdet bredvid Malmövägen gick Lunds avloppsvattnet förbi i ett öppet dike. Mitt genom området flöt Höje å som transporterade det illaluktande kloakvattnet till Öresund. År 1929 beslöt stadsfullmäktige slutligen att anlägga ett avloppsreningsverk vid Källby. De första delarna av anläggningen togs i bruk 1934. Verket byggdes ut i två etapper, 1959-1960 och 1973 . Sista etappen omfattade också anläggning av två nya efterpoleringsdammar, båda på östra sidan. Detta innebar stora miljöingrepp. Höjeån behövde rätas ut för att skapa plats i dalgången.

### Nutid
Lunds kommun håller på att ta fram en ny översiktsplan. Den omfattar skapandet av en ny stadsdel som ska heta Källby . Den nya Källby ska byggas på den gamla byns mark väster om stambanan, det vill säga mycket nära eller även i Höjeådalen. Samtidigt planerar grannkommunen Staffanstorp att bygga en ny stadsdel på södra sidan av Höje å. Arbete har inletts inom Staffanstorps kommun av en ny fördjupad översiktsplan för det berörda området, Flackarp-Höjebromölla.